# Віллафранка-ін-Луніджана
Віллафранка-ін-Луніджана (італ. Villafranca in Lunigiana) — муніципалітет в Італії, у регіоні Тоскана,  провінція Масса-Каррара.
Віллафранка-ін-Луніджана розташована на відстані близько 340 км на північний захід від Рима, 120 км на північний захід від Флоренції, 33 км на північний захід від Масси.
Населення — 4832 особи (2014).

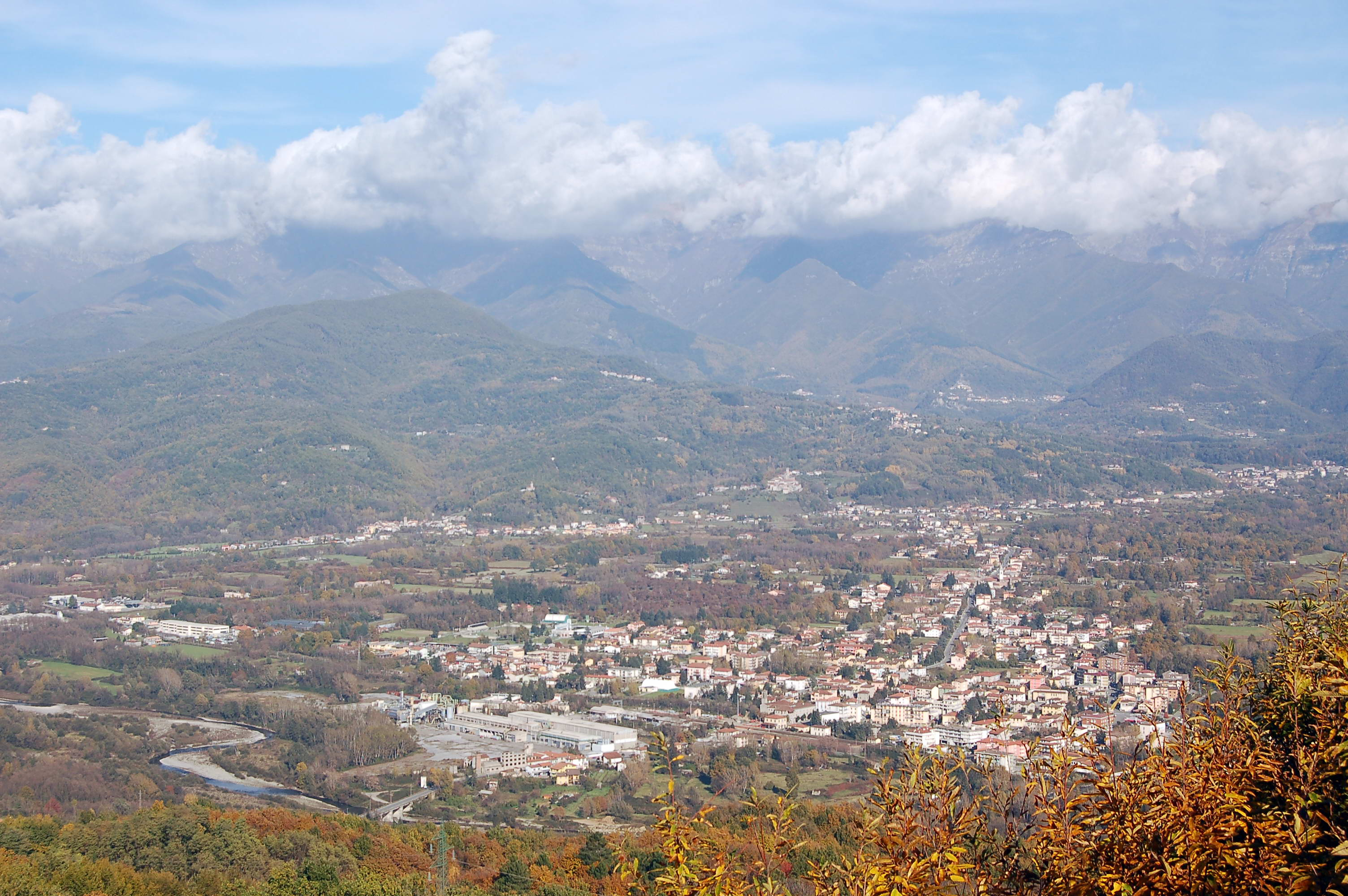

Щорічний фестиваль відбувається 24 червня. Покровитель — святий Іван Хреститель.

## Демографія
Населення за роками:

Станом на 1 січня 2023 року в муніципалітеті офіційно проживало 459 іноземців з 45 країн, серед них 79 громадян країн Євросоюзу та 18 громадян України.

## Сусідні муніципалітети
- Баньоне
- Філаттієра
- Ліччана-Нарді
- Мулаццо
- Трезана
- Понтремолі